# CONTROL〜犯罪心理捜査〜
『CONTROL〜犯罪心理捜査〜』（コントロール はんざいしんりそうさ）は、2011年1月11日から3月22日まで毎週火曜日21:00 - 21:54に、フジテレビ系の「火曜21時」枠で放送された日本の刑事ドラマ。主演は松下奈緒。

## 概要
熱血過ぎて周囲に煙たがれる大井町署の女刑事・瀬川里央と理論的で偏屈過ぎる心理学教授・南雲準が警視庁に設置された「凶行犯捜査課分室」のメンバーとしてコンビを組み、「人間心理」と「行動分析」によって様々な凶悪事件を解決していく刑事ドラマ。
松下奈緒は本作が民放の連続ドラマ初主演作品であり、初めて刑事の役を演じた。フジテレビの連続ドラマ出演は『トップキャスター』（2006年）以来4年半ぶり。
キャッチコピーは「心が解ければ、事件が解ける。」。

## 登場人物

### 警視庁刑事部凶行犯捜査課分室
瀬川 里央〈26〉
演 - 松下奈緒
本作の主人公。大井町警察署→警視庁刑事部凶行犯捜査課分室・室長、警部補（セミキャリア）。長身の美女で刑事としても有能だが、周囲から煙たがられる程の熱い性格。吾妻には繊細な内面を「強い女」のペルソナでカバーしていると、喝破されている。小さい頃、父・省吾（土屋伊）が引ったくりの現場に遭遇し、犯人を追いかけて刺殺された過去がある。酒好きで甘い物は嫌い。警視庁に異動されるが、実は南雲のお守りである事を知らされて、唖然呆然となるが、彼の能力を知って次第に信頼が生まれる。小板橋課長の分離統治政策の煽りで、捜査会議から外されるなどの待遇を受けているが、強引に捜査に参加している。拳銃を持った逃走犯に撃たれたり、逃走した被疑者を取り押さえる際に被疑者と同僚に顔面を殴打されたりと生傷が絶えないが、平均的な体格をした男性の容疑者とゲンコツで対等に殴り合うなど身体能力は高い模様。
南雲 準〈39〉
演 - 藤木直人
心理学教授。犯罪心理学を専攻とする。優秀な観察眼と頭脳を持ち、相手の心理を見抜くが、相手のプライベートな部分も言い当ててしまう為に嫌がられてしまうものの、本人は全く気にしていない。マイペースで自己中心的な上に斜に構えており、よく他者を皮肉る為周囲から疎まれがち。反面、恋愛には疎く、離婚歴が2回ある。非公開の捜査資料を自由に見ても良いという条件で、心理学スキルを犯罪捜査に提供する。表に出さずとも、里央の才能と本質をいち早く見抜き評価している。甘党で、好物はジャムパン。教え子の安斉千尋を苦手にしており、専ら避けていたが、それが原因で彼女の誘拐事件に巻き込まれてしまう。『南雲準のよ〜く学べる犯罪心理学』などの著書もあるが、売上が伸びず、絶版となっている。

### 警視庁刑事部凶行犯捜査課の刑事達
寺西 景〈26〉
演 - 横山裕
警部補（セミキャリア）。里央の警察学校時代の同級生。その頃から里央に片想いをしているが、告白をしたことはない。爽やかな好青年。里央の理解者。捜査官のパイプ役を担う。恋愛には奥手だが、刑事としての情熱とプライドは高い。オタク程ではないが、サブカルチャーに詳しい。
江藤 真人〈33〉
演 - 与座嘉秋
警部補。体育会系で男尊女卑の考えを持ち、里央を快く思っていない。捜査課の中で最もストレートな考えを持つ為に南雲にからかわれ、その度に激怒している。「単純過ぎて一周回って面白い男」と南雲に評された。元ラグビー選手で、強面な風貌から警視庁組織犯罪対策部にいた為に、ヤクザ関係とのコネがある。机には、女の写真や私物がある。小板橋課長からは「エドちゃん」と呼ばれている。
杉浦 幸造〈59〉
演 - 泉谷しげる
警部補。通称：杉さん。定年間近のベテラン。豊富な経験で培った勘と落としのテクニック、高い行動力を持ち、南雲からも一目置かれている。捜査に行き詰った時には、的確な助言を与える。
岩崎 幹也〈38〉
演 - 北村有起哉
警部。冷淡で皮肉屋。里央を鬱陶しがっている。実は恐妻家。几帳面かつ神経質で、常に身嗜みは疎かにしない。
小板橋 正次〈47〉
演 - 勝村政信
課長。警視。里央達の上司。杉浦からは「こいちゃん」と呼ばれることもある。人当たりは良いが、実は目立ちたがり屋であり、部下の手柄も自分の物にしてしまっているものの、不思議と憎まれない。分室を「仮想敵」に仕立て課員の団結を図る一方でおいしいジャムパンを南雲に差し入れ相談をもちかけて懐柔しようとしたり、絶版になった南雲の著書を古書店で買い集めて容疑者の取調べに応用しようとするなど、柔軟かつしたたかである。柔和な顔立ちのため、部下に舐められないよう、人心掌握には苦心しているとは本人の弁。

### 稜南大学文学部心理学科
安斉 千尋〈21〉
演 - 奥村佳恵
文学部心理学科3年。心理学オタク。南雲の授業を常に最前列の席で受けたり、頻繁に質問しに行ったりと、彼を心底崇拝している。安斉昭典の一人娘で、母親の死後、仕事で会話のなくなった父親とどうすれば以前のように話せるようになれるかを知りたいと思ったことがキッカケで、心理学の勉強を始めた。父親と、自分を避けていた南雲を困らせるために、黒岩から持ちかけられた狂言誘拐を一緒に企てる。しかし真犯人に乗っ取られて本物の誘拐事件にされ、廃工場に監禁されたが、保護された。

### 警視庁鑑識課
木下 由紀夫〈43〉
演 - 佐藤二朗
課長。警視。規則に厳しい。実は南雲の大ファンで、彼の出した本は全て持っており、裏でこっそりサインをもらっては便宜を図っている。
香坂 美奈〈25〉
演 - 臼田あさ美
写真班員。巡査部長。課のアイドル的存在。鑑識での観察眼が意外と鋭い。南雲に一目惚れしており、彼の言う事は何でも聞いてくれる。

### ゲスト

#### 第1話
楠田 公男
演 - 橋爪淳
殺された3人目の被害者・楠田芳樹（篠田光亮）の父親。八十島銀行副頭取。
楠田 美佐子
演 - 床嶋佳子
公男の妻。普段より公男に支配されている状態にある。
楠田 芳樹〈25〉
演 - 篠田光亮
公男と美佐子の息子。振り込め詐欺グループの一員。
吉岡 健一〈32〉
演 - 内ヶ崎ツトム
振り込め詐欺グループのリーダー。
藤本 俊昭
演 - 半海一晃
大井町警察署・主任。里央の熱血ぶりを鬱陶しく思っている。
島田
演 - 岡田義徳
大井町警察署・刑事。藤本と同様里央の熱さを鬱陶しく思う。
坂井 みゆき
演 - 江口のりこ
私立高校の古典教師。互いに素性を隠して芳樹と交際していた。

#### 第2話
平山 美鈴〈32〉
演 - 田畑智子
稜南大学梶間研究室の博士研究員。梶間のゼミの学生だった時に梶間に研究室に入ることになってから10年間梶間の補佐をしてきた。梶間の意向で助教に就けなかった。理学部准教授の安部（塚原大助）と婚約していたが、両者の間にある余所余所しさを南雲に指摘される。
小柳 保〈25〉
演 - 柄本佑
稜南大学理学部生命科学科に在籍していたが、大学3年で中退後、職を転々としていた。
梶間 久美〈48〉
演 - とよた真帆
稜南大学理学部の教授。「人の能力は遺伝子で決まる」「弱者の遺伝子は淘汰され、強者がいないと生きていけない」を持論とし、数々の本を出版しており、テレビのコメンテーターとしても活躍していた。
藤田 綾子
演 - 加藤真弓
稜南大学梶間研究室の大学院生。殺された梶間の第一発見者。

#### 第3話
秋元 恭子〈35〉
演 - 霧島れいか
八王子市立南浅川小学校の教師。江美里をひいきしていたような行動が目立っていたという。
韮崎 和夫
演 - でんでん
八王子市立南浅川小学校の警備員。麻布署の警察官だったが、妻が腎臓を悪くした妻の介護のため退職し現職に就いた。逃げてきた通り魔の攻撃を受け怪我を負った。
立花 江美里〈10〉
演 - 笠菜月
八王子市立南浅川小学校4年生。学校のプールで溺死する。両親は離婚し、祖父母（峯のぼる、吉澤洋子）の元で暮らすが、母親はアルコール依存症で入院中。
橋本 瑞樹
演 - 遠藤由実
片桐 怜奈
演 - 春名風花
篠原 真理亜
演 - 浅見姫香
上記3名は、八王子市立南浅川小学校4年生。江美里が襲われた現場を目撃する。瑞樹が中心となって後の2人がそれに追随する従属関係の立場にある。

#### 第4・5話
吾妻 政則
演 - 原田泰造
南雲の大学院時代の友人。推理小説「交換殺人」の著者。容姿に劣等感を抱いており、容姿に恵まれた相手に、陰にこもった嫌味を言うことも。
宮田 健吾〈28〉
演 - 尾上寛之
「東都企画」の元派遣社員。高校時代の同級生だった檜山に高校時代や職場でもイジメられていた上に恋人も奪われた。アイドルグループ・JK21の追っかけでもある。
吾妻 ユミカ
演 - 初音映莉子
吾妻の妻。吾妻曰く、ペルソナ（仮面）を被れるほど器用じゃないタイプであるためありのままだと評される。
田崎 マユミ
演 - 中丸シオン（第4話のみ）
檜山の恋人で、宮田の元恋人。殺害現場の第一発見者。
窪塚 正義〈40〉
演 - 二階堂智（第5話のみ）
教え子だった倫子（浦田麻緒）の夫で高校教師。サッカー部のコーチ。妻の男遊びに悩まされていた。
横山
演 - 中村靖日（第5話のみ）
サーバーレンタル会社・アクセルファイブの運営者。

#### 第6話
宮原 克己〈55〉
演 - 松重豊
マンションの自室で絞殺された大学生・宮原智美（田井中美佳）の父親。食品会社勤務。末期の胃癌に侵されている。
神山 征
演 - 浅野和之
神山診療所の院長及び医学博士。宮原克己の主治医。
村岡 省吾
演 - 斉藤暁
弁護士。「被害者遺族を支援する会」に参加し、里央を通じて南雲に講演を依頼。

#### 第7話
中尾 裕紀〈24〉
演 - 中尾明慶
家電量販店「イトマル電器」の社員。2週間前に須藤由里子と口論している場面を目撃されている。
青柳 秀一〈30〉
演 - 水橋研二（17歳：佐藤匠馬）
由里子の従兄弟。青柳薬局の薬剤師。須藤由里子とは兄妹同然に育ち、彼女の死に動揺していた。
山田 忠雄
演 - 二瓶鮫一
桜川町の町内会長。犯行の日の夕方に橋の上に中尾を目撃したと証言する。
須藤 義正
演 - 遠藤たつお
由里子の父。
須藤 澄江
演 - 金沢きくこ
由里子の母。

#### 第8・9話
塚原 洋二〈34〉
演 - 柏原崇
高橋機器製作所で働いている。6年前に24件の空き巣の罪で寺西に逮捕され、服役していた。
蓑田 和夫〈56〉
演 - 小野武彦
塚原の保護司。蓑田工務店を営む。
高橋 栄治
演 - モロ師岡（第8話のみ）
高橋機器製作所の社長。世間体から塚原を首にする。
長谷川 悦郎
演 - 内田滋（第8話のみ）
塚原の同僚。塚原のアリバイの証人になるが、塚原に盗んだ金の分け前を要求し拒絶されたため翻意する。
由美
演 - 原田佳奈（第8話のみ）
塚原の元妻。
滝沢 健史
演 - 斎藤歩（第8話のみ）
『週刊リアル』の記者。事件と塚原との関連を疑い、塚原を付け回している。
綾菜
演 - 小林星蘭（第8話のみ）
塚原の娘。
楢崎 啓一
演 - 丸山智己（第9話のみ）
警視庁捜査一課特殊犯捜査係。警視正。
青木 尚典
演 - 笠原浩夫（第9話のみ）
連続コンビニ強盗の罪で刑務所に服役中、塚原と同じ房だった。
青木 伸子
演 - 立石涼子（第9話のみ）
尚典の母親。

#### 第10・最終話
安斉 昭典
演 - 陣内孝則
アンザイコーポレーション社長。一人娘の千尋が誘拐される。横暴な性格の典型的なワンマンで、恨みを多く買っていた。
山根 勇
演 - 袴田吉彦
安斉の秘書。18年間安斉の元に就き、安西からの信頼も厚い。高卒。
黒岩 健二
演 - 阿部亮平
アンザイコーポレーションで商品倉庫の警備をしていたが、2ヶ月前にリストラされる。
沼田 信二
演 - ムロツヨシ
ショッピングモールですり替えたキャリーケースを運んだ男性。

## スタッフ
- 脚本 - 寺田敏雄、田辺満、高山直也、中村功一、吉高寿男、佐伯俊道
- 音楽 - 井筒昭雄
- 演出 - 村上正典、佐藤源太、城宝秀則
- 主題歌 - 桑田佳祐「銀河の星屑」[2][3]（タイシタレーベル）
  - 本編初回放送開始前の期間におけるCM、番宣などには、ニュー・オーダーの「クリスタル」が使われていた。本編放送時には一度も流れていない。
- 技術プロデューサー - 菅原光宏
- TD・撮影 - 北山善弘
- スタジオカメラ - 竹内義仁、貝谷慎一、冨永健二、高野学
- 映像 - 桜庭武志
- 録画 - 岡本卓
- 照明 - 田頭祐介
- 音声 - 渡部満裕
- 選曲・効果 - 近藤隆史
- PC画面 - 岡本喜典
- 編集 - 柳沢竜也
- ライン編集 - 杉山英希
- タイトル･CG - 高岡直樹
- MA - 高橋昌之
- 美術プロデューサー - 杉川廣明
- デザイン - 柳川和央
- 美術進行 - 村上勇人
- 大道具製作 - 内海靖之
- 大道具操作 - 坂井貴浩
- 装飾 - 山科貴弘
- 持道具 - 佐々木ちほ
- 衣裳 - 中野晴海
- メイク - 佐々木精一
- アクリル装飾 - 中村哲治
- 建具 - 三田村賢
- 電飾 - 鈴木健也
- 視覚効果 - 江崎公光
- 植木装飾 - 後藤健
- 生花装飾 - 牧島美恵
- 撮影協力
  - 一橋大学、ヴィアイン東京大井町、前田建設工業株式会社、大井三ッ又商店街、横浜市神奈川水再生センター、ハマロケ
  - AJINOMOTO STADIUM、今川小路、株式会社 光洋、でんきち、八王子フィルムコミッション、八王子川口事務所
  - デジタルハリウッド大学、ホテルシャルム目黒、多摩市、たまロケーションサービス、池袋ロサボウル ビリヤード・ロサ
  - 公立福生病院、株式会社 In Field、岡本診療所、八王子市芸術文化会館(いちょうホール)、横浜市立脳血管医療センター
  - 福生ロケーションボックス、日野映像支援隊、タカヤマ薬局京急久里浜西店、久里浜商店会協同組合、横浜六角橋商店街
  - 伊豆美神社、ワークマン稲城店、ユニディ若葉台店、(有)アラヤ製作所、株式会社レーザックス、株式会社長野工務店
- 音楽協力 - フジパシフィック音楽出版
- 協力 - バスク、フジアール、ベイシス
- 心理学監修 - 越智啓太（法政大学文学部心理学科教授）
- 取材協力 - 植木理恵（慶應義塾大学理工学部）
- 警察監修 - 杢尾尭
- 格闘技指導 - 入江秀忠
- 資料協力 - アマナイメージズ
- 広報 - 魏治康
- ホームページ - 須之内達也、伏見香織
- スチール - 藤村陽子
- タイトルデザイン - スタッフコミュニケイション
- リサーチ - ユヌ・ファクトリー
- 車輌 - ファン、コマツサポートサービス
- 劇用車 - スーパードライバーズ
- スタントコーディネーター - 釼持誠
- 演出補 - 倉木義典
- 制作担当 - 奥村謙介、横澤淳、山田大作
- 制作主任 - 三井久弥、杉本俊二、小田切悠、豊島さおり、西本和幸
- 記録 - 寺田まり
- 編成企画 - 鹿内植
- アソシエイトプロデューサー - 小椋久雄
- プロデューサー - 貸川聡子
- プロデューサー補 - 椛澤節子
- 制作 - フジテレビ
- 制作著作 - 共同テレビ

## エピソードリスト
| 話数 | エピソードタイトル                           | 初回放送日    | 脚本            | 演出     |
| --- | -------------------------------------------- | ------------- | --------------- | -------- |
| I | 顔は真実を隠せない! 心理学でわかる事件の裏側 | 2011年1月11日 | 寺田敏雄        | 村上正典 |
| 1ヶ月間の張り込みの末に犯人・磯村（今村浩継）を発見した刑事・瀬川里央はその犯人を追跡中、犯人に撃たれ重傷を負う。2ヶ月後、現場復帰した里央は突如として警視庁凶行犯捜査課への異動を命じられるが、そこで里央は自分が厳密には凶行犯捜査課の「分室」の室長に任命されたことを知る。そして同時にそれは「分室」の唯一の同僚の心理学教授・南雲準と組むことを意味していた。一方、凶行犯捜査課が担当していた連続通り魔事件で3件目の犯行が発生、3人目の素性は依然として分からないままだった。やがて3人目の素性が判明し、被害者達が振り込め詐欺グループの一員という線で繋がりが明らかになる中、南雲は3人目の被害者の両親に興味を示す。                                                                       |                                              |               |                 |          |
| II | 女教授殺害予告！守りたい嘘                   | 2011年1月18日 | 田辺満          | 村上正典 |
| 里央が南雲を迎えに稜南大学にやってきて講義を聞き終えた頃、大学の女子トイレ内で理学部教授の梶間が刺殺される事件に遭遇する。相当な返り血を浴びているはずの犯人の姿が目撃されない中、ネットの掲示板で犯行予告が書かれていたことが判明、ネットに書き込んだ元稜南大学の学生・小柳の存在が浮かび上がる。任意同行に応じた小柳は犯行を自供するが、南雲は小柳の供述は嘘だと見抜く。やがて南雲は梶間の研究室の博士研究員・美鈴に疑惑の目を向ける。 |                                              |               |                 |          |
| III | 子供の心理と消えた犯人の謎                   | 2011年1月25日 | 高山直也        | 佐藤源太 |
| ある小学校で小学校4年生の江美里が突然侵入してきた男にプールに突き落とされ溺死した事件が発生。生徒の精神面を考慮し女性の学校側の要請で、里央と南雲が事情聴取を担当することに。捜査では2か月前から学校周辺に不審な男がいたという情報が挙がり、目撃者の江美里の友達と警備員・韮崎の証言を元に作られた似顔絵の男が発見されるが、南雲と杉浦は男の様子から犯人ではないと確信し、男のアリバイも証明された。そして里央と南雲は独自の視点で事件のやりきれない真相を突き止めたが…。 |                                              |               |                 |          |
| IV | 心理学者対決!! 交換殺人の罠                  | 2011年2月1日  | 中村功一        | 城宝秀則 |
| V | 崩された100%のアリバイ                       | 2011年2月8日  | 中村功一        | 村上正典 |
| 南雲に資料を届けにビリヤード場まで来た里央と南雲の前に南雲の大学院時代の友人・吾妻が現れ、著作「交換殺人」を渡される。そんな中、広告代理店「東都企画」の社員・檜山聡（猪狩賢二）がマンションの自室で殺害される事件が発生。第一発見者の証言から檜山に最も恨みのある男・宮田に嫌疑が向けられるが、宮田には完璧なアリバイがあった。宮田への取り調べ模様を見た小板橋らは南雲の参考書を頼りに宮田をシロだと断定するが、南雲は宮田のリアクションがあらかじめ誰かに教えてもらったものだと分析。里央と南雲は無断で彼の部屋に入り吾妻の「交換殺人」を発見し、宮田が交換殺人に加担していたと感づき、吾妻との関連を疑う。だが、宮田が交換殺人を実行しようと思われた時、事態は予想もしない方向に進んでいく。 |                                              |               |                 |          |
| VI | 容疑者が死亡!? 父と娘の誓い                  | 2011年2月15日 | 田辺満 吉高寿男 | 佐藤源太 |
| マンション内で女子大生が殺害される事件が発生。娘の死を前にした宮原の姿を見た里央は犯人にいつになく怒りを燃やす。被害者には別人のDNAが残されており、容疑者としてマンションの隣人・吉崎徹（松村良太）に目をつける。吉崎は連行を求めると突如逃走、その際にマンションから転落して入院する。やがてDNAが一致したことで逮捕の手筈が整い、里央は宮原に乞われて吉崎が逮捕されることを話す。だが、後日吉崎が毒殺されてしまい、監視カメラには宮原の姿が映っていた。取り調べで宮原は犯行を認めるが、南雲は共犯者の存在を感知する。 |                                              |               |                 |          |
| VII | 作られた記憶と疑惑の目撃者                   | 2011年2月22日 | 佐伯俊道        | 城宝秀則 |
| 女子大生・須藤由里子（青谷優衣）が自宅で複数に渡ってナイフで刺され殺される事件が発生。事件前には黄色い箱を掲げたダークブルーの作業服を着た男の目撃証言が多数挙がっていた。そんな中、被害者もバイトで同じ作業服を着ていたという情報から由里子の交際相手・中尾の存在が浮かび上がる。町内会長の山田や近所の主婦達の証言から中尾で間違いないだろうと断定されるが、南雲は目撃証言の曖昧さを指摘し、証言の全部が「黄色い箱を掲げたダークブルーの作業服を着た男」に集約していることに疑問を覚える。 |                                              |               |                 |          |
| VIII | 逃亡!? 過去を消せない犯罪者                  | 2011年3月1日  | 寺田敏雄        | 村上正典 |
| IX | 仲間の為に！犯人との心理戦                   | 2011年3月8日  | 寺田敏雄        | 村上正典 |
| 連続空き巣事件が相次いで発生し、4件目の犯行で犯人は殺人を犯していた。犯行の手口から空き巣の前科がある塚原に容疑がかかるが、かつて塚原と関わった寺西は塚原の無実を信じて疑わない。その様子を見た南雲は寺西の様子を危惧した上で、犯人が「自首」「逃亡」「暴走」の3つのケースを図る可能性を指摘する。その後、塚原は事件の影響により職や大切な人からの信頼を失い見放されてしまう。そして塚原は最悪のケース「暴走」を開始、一般女性と里央を人質に籠城してしまう。そこで塚原が要求したのは、連続空き巣事件の真犯人を挙げることだった。 |                                              |               |                 |          |
| X | コントロールされた誘拐事件                   | 2011年3月15日 | 中村功一        | 佐藤源太 |
| XI | 最後の真実…心が解ければ事件が解ける          | 2011年3月22日 | 中村功一        | 村上正典 |
| かつての上司・藤本から窃盗事件のあった書店の本から父親を殺した犯人の指紋が採取されたことを聞いた里央。一方、謎の二人組に拘束された南雲は別れた妻子を人質に取られ、その加担を強制させられる。次の日、凶行犯捜査課は犯人の指名で誘拐事件を担当することになるが、誘拐されたのは南雲の教え子の千尋だった。そして犯人から電話が入り1億円を要求、さらに運搬役に南雲を指定する。犯人にコントロールされた状態にある安斉に千尋の命の危機を迫り1億円を支払うように迫り、里央は不信を抱く。やがて南雲の身に置かれた状況を知った里央は、警察の目を掻い潜って1億円を持った男を突き止めるが、1億円は既に奪われていた。                                                                                         |                                              |               |                 |          |

- 原則一話完結であるが、IV・V、VIII・IX、X・XIは前後編。

## 放送日程
| 話数                                                                         | 放送日  | エピソードタイトル                           | 脚本            | 演出     | 視聴率 |
| ---------------------------------------------------------------------------- | ------- | -------------------------------------------- | --------------- | -------- | ------ |
| Ⅰ                                                                            | 1月11日 | 顔は真実を隠せない! 心理学でわかる事件の裏側 | 寺田敏雄        | 村上正典 | 18.4%  |
| Ⅱ                                                                            | 1月18日 | 女教授殺害予告！守りたい嘘                   | 田辺満          | 村上正典 | 15.2%  |
| Ⅲ                                                                            | 1月25日 | 子供の心理と消えた犯人の謎                   | 高山直也        | 佐藤源太 | 13.8%  |
| Ⅳ                                                                            | 2月01日 | 心理学者対決!! 交換殺人の罠                  | 中村功一        | 城宝秀則 | 12.0%  |
| Ⅴ                                                                            | 2月08日 | 崩された100%のアリバイ                       | 中村功一        | 村上正典 | 13.3%  |
| Ⅵ                                                                            | 2月15日 | 容疑者が死亡!? 父と娘の誓い                  | 田辺満 吉高寿男 | 佐藤源太 | 13.5%  |
| Ⅶ                                                                            | 2月22日 | 作られた記憶と疑惑の目撃者                   | 佐伯俊道        | 城宝秀則 | 13.7%  |
| Ⅷ                                                                            | 3月01日 | 逃亡!? 過去を消せない犯罪者                  | 寺田敏雄        | 村上正典 | 12.6%  |
| Ⅸ                                                                            | 3月08日 | 仲間の為に！犯人との心理戦                   | 寺田敏雄        | 村上正典 | 12.6%  |
| Ⅹ                                                                            | 3月15日 | コントロールされた誘拐事件                   | 中村功一        | 佐藤源太 | 10.4%  |
| ⅩⅠ                                                                           | 3月22日 | 最後の真実…心が解ければ事件が解ける          | 中村功一        | 村上正典 | 12.0%  |
| 平均視聴率 13.4%（視聴率はビデオリサーチ調べ、関東地区・世帯・リアルタイム） |         |                                              |                 |          |        |

- 通常は本編終了後にエンディングテーマソング→協賛社提供クレジット→30秒スポットCM→次回予告の流れであるが、IVはエンディングテーマソングの前に予告を挿入→提供クレジット→30秒スポットCMに次いで、泉谷らから番組携帯サイトについての紹介があった。VIIIはエンディングテーマソングの後に次回予告→松下と藤木によるオリジナルサウンドトラックCDプレゼントの告知→提供クレジット、Xはエンディングテーマソングの後に次回予告→提供クレジットの順だった。
- X・XIは東日本大震災の影響で提供クレジットは自粛され、NTT災害用伝言ダイヤル（NTTドコモが協賛社）を除く、すべてのCMがACジャパンの公共広告に差し替えられた。

## サウンドトラック
収録曲
- 作曲・編曲：井筒昭雄

1. CONTROL〜犯罪心理捜査(5:33)
2. 現場百回(2:34)
3. PSYCHOLOGIST(3:21)
4. BEYOND　THEORY(2:03)
5. 願うひとへ(3:55)
6. レクチャータイム(2:23)
7. 一斉捜査(3:54)
8. 心が解ければ、事件が解ける。(7:12)
9. TIME RUNNER(2:50)
10. 駆け引きの連鎖(3:48)
11. 凶行犯捜査課の人々(2:20)
12. DARK MILLER(2:47)
13. 解決への糸口(2:35)
14. 興味と考察(2:09)
15. そして伝わる(6:02)
16. 立ち昇る真実(3:21)
17. 分室コンビネーション(2:27)
18. 閉ざされた心(3:49)
19. Words≠Hearts(3:03)
20. さまよう心(2:35)
21. シニカル(3:09)
22. こぼれた想い(4:37)